# 埃姆 (奥恩省)
埃姆（法語：Exmes，法語發音：[ɛm]）是法国奥恩省的一个旧市镇，位于该省北部，属于阿让唐区。2017年1月1日，埃姆和相邻的另外13个市镇合并成为新市镇欧日地区古费恩（Gouffern-en-Auge）。

## 地理
埃姆（48°45'38"N, 0°10'47"E）面积10.43 平方千米，位于法国诺曼底大区奧恩省，该省份为法国西北部内陆省份，北起顺时针与卡爾瓦多斯省、厄尔省、厄尔-卢瓦省、萨尔特省、马耶讷省和芒什省接壤。
与埃姆接壤的市镇（或旧市镇、城区）包括：阿韦尔讷苏塞姆、拉科谢尔、库尔梅尼勒、日奈、勒潘欧阿拉、维勒巴丹。

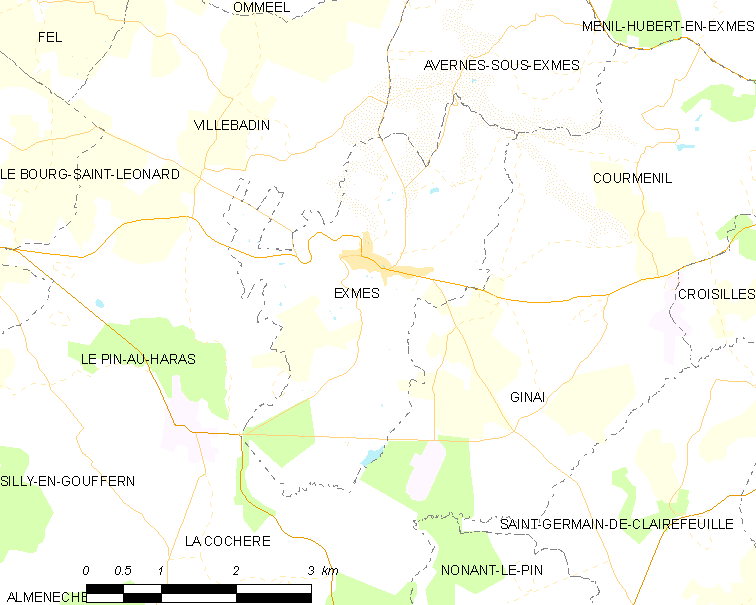
的OSM定位图

埃姆的时区为UTC+01:00、UTC+02:00（夏令时）。

## 行政
埃姆的邮政编码为61310，INSEE市镇编码为61157。

## 政治
埃姆所属的省级选区为阿让唐第二县。

## 人口

1962-2008年间人口变化图示

埃姆于2018年1月1日时的人口数量为273人。